# Tripogon africanus
Tripogon africanus är en gräsart som först beskrevs av Ernest Saint-Charles Cosson och Michel Charles Durieu de Maisonneuve, och fick sitt nu gällande namn av Hildemar Wolfgang Scholz och P.König. Tripogon africanus ingår i släktet Tripogon och familjen gräs. Inga underarter finns listade i Catalogue of Life.